# Pseudocercospora pancratii
Pseudocercospora pancratii är en svampart som först beskrevs av Ellis & Everh., och fick sitt nu gällande namn av U. Braun & R.F. Castañeda 1991. Pseudocercospora pancratii ingår i släktet Pseudocercospora och familjen Mycosphaerellaceae.   Inga underarter finns listade i Catalogue of Life.